# Улица Николая Пимоненко (Киев)
У́лица Николая Пимоне́нко (укр. вулиця Миколи Пимоненка) — улица в Шевченковском районе города Киева, местность Лукьяновка. Пролегает от улицы Сечевых Стрельцов до тупика; к ней примыкают улицы Студенческая и Василия Дончука.

## История
Улица Николая Пимоненко возникла в середине XIX века под названием Монастырская — от Покровского монастыря, расположенного рядом (в тупике Бехтеревского переулка, параллельного улице Пимоненко). Современное название дано в честь художника Н. К. Пимоненко — с 1959 года.

## Застройка
Среди жилой застройки сохранилось несколько старинных зданий — № 8, № 20, № 2/58-А, № 2/58-Б, № 2/58-В и № 2/58-Г. Здание № 8 — бывший корпус хирургического отделения Николаевской больницы, основанной вместе с Покровским монастырём Великой княгиней Ольгой Петровной. Здание возведено по проекту архитектора Е. Ермакова в 1910—1911 годах.
На пересечении с улицей Сечевых Стрельцов находится старинная усадьба (дом № 2/58-А, 2/58-Б, 2/58-В и 2/58-Г). Состоит из наружного (№ 2/58-А) и рядного (№ 2/58-В) домов, а также двух дворовых флигелей (№ 2/58-Б и 2/58-Г). Дома возведены в 1912—1913 годах в стиле позднего модерна.

## Важные учреждения
- Международный центр перспективных исследований (дом № 13-А)
- Киевская городская стоматологическая поликлиника (дом № 10-А)
- Поликлиника № 2 Шевченковского района (дом № 10)
- Американский культурный центр «America House» (дом № 6)